# Florian Niederlechner
Florian Niederlechner (Ebersberg, 24 ottobre 1990) è un calciatore tedesco, attaccante dell'Hertha Berlino.

## Palmarès

### Club

#### Competizioni nazionali
- 3. Liga: 1

Heidenheim: 2013-2014
- Campionato tedesco di seconda divisione: 1

Friburgo: 2015-2016